# Бряг Джордж V
Бряг Джордж V (на английски: George V Land) е част от крайбрежието на Източна Антарктида, в крайната северозападна част на Земя Виктория, простиращ се между 66°45’ и 68°50’ ю.ш. и 142° и 154° и.д. Брегът заема крайния северозападен участък на Земя Виктория, попадащ в акваторията на море д’Юрвил на Индоокеанския и море Сомов на Тихоокеанския сектор на Южния океан, между носовете Олдъм на запад и Воронин (на п-ов Моусън) на изток. На запад граничи със Земя Адели, а на изток – с Брега Отс на Земя Виктория. Крайбрежието е сравнително слабо разчленено, като има няколко по-големи залива – Комонуелт, Уот, Бюкенън, Фишер, Ейнсуърт, Бъкли, Дикин и др. В крайната му източна част се простира големия шелфов ледник Кук. Брегът Джордж V е изцяло е покрит с континентален леден щит, дебелината на който във вътрешността нараства над 2200 m. Над него стърчат отделни оголени върхове (Мърчисън 567 m, Орора 533 m) и нунатаки (Мадиган 609 m, Корел, Маклейн, Оргал Пайп, Хорн) на малки и сравнително ниски крайбрежни планини и възвишения, от които в океана се спускат два големи (Мерц и Нинис) и множество по-малки континентални ледници.
Брегът Джордж V е открит през декември 1911 г. и е първично изследван и картиран от 10 ноември 1912 до 8 февруари 1913 г. от австралийския полярен изследовател Дъглас Моусън, който наименува новооткритото крайбрежие Бряг Джордж V в чест на тогавашния крал на Великобритания Джордж V (1910 –1936).